# Paullus Fabius Maximus

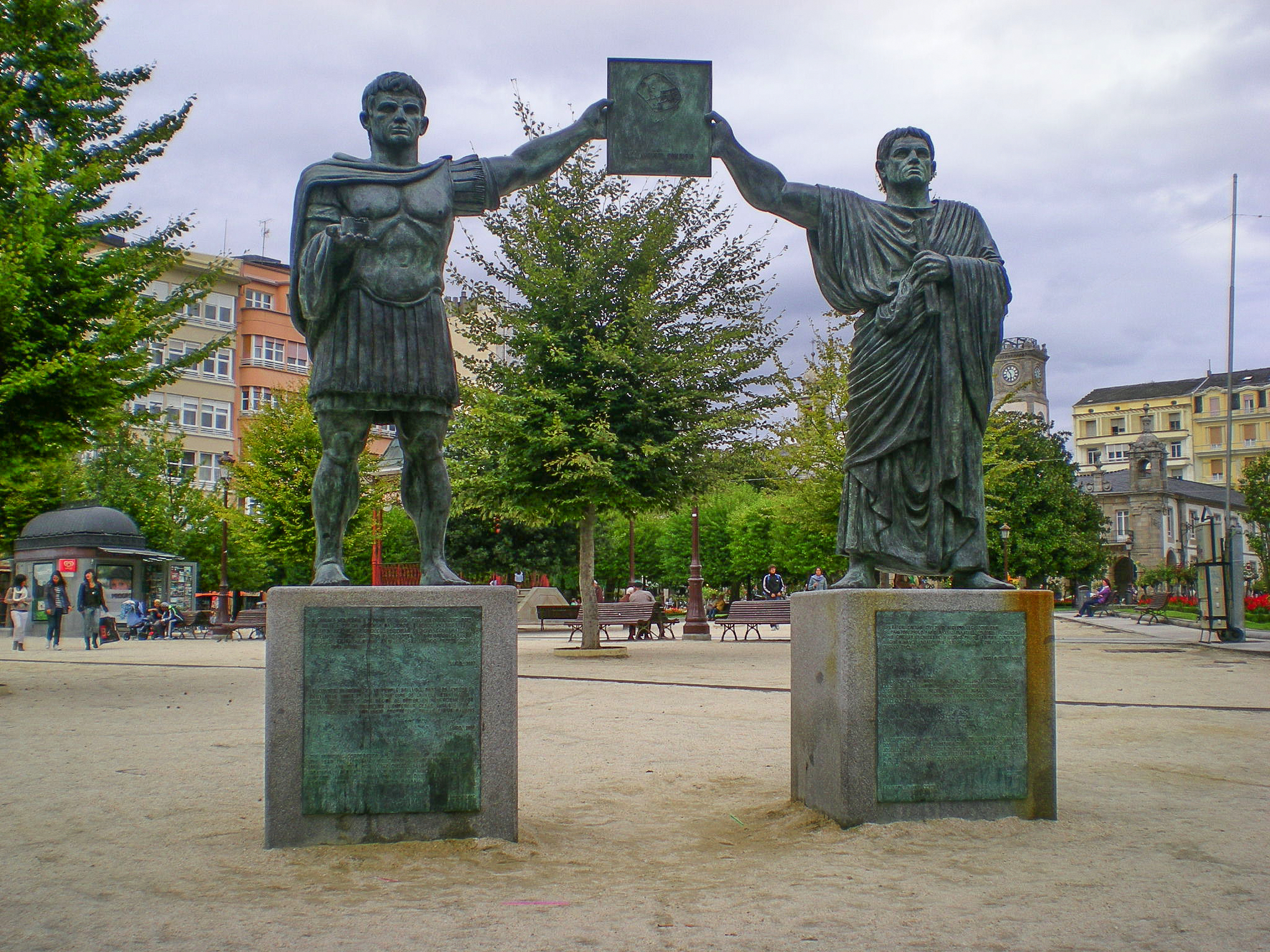
Monument des fondateurs de Lugo sur une place de la ville : Paullus Fabius Maximus et Auguste.

Paullus Fabius Maximus (v. -46 - 14), consul en -11, proconsul d'Asie, est à l'origine d'une réforme du calendrier local, connue par un décret (OGIS 458 = iPriene 105), le synchronisant avec le calendrier julien. Orateur éloquent et poète à ses heures, il gravit tous les échelons de la carrière des honneurs.
Il est l'auteur, avec son collègue Quintus Aelius Tubero, d'un rapport sur la vétusté des aqueducs de Rome au Sénat romain, et ainsi l'empereur Auguste fait réparer les aqueducs Appia, Anio Vetus, Marcia, Tepula et Julia.

## Un grand aristocrate
Paullus tire son prénom de Lucius Aemilius Paullus Macedonicus (consul en -182 et -168), qui fut son arrière-arrière-arrière-grand-père naturel du côté de son père.
Paullus Fabius Maximus est le fils aîné de Quintus Fabius Maximus (qui fut consul suffect en -45) et d'une femme inconnue. Il appartient à la grande famille patricienne des Fabii, une aristocratie du plus haut lignage, qui pouvait se flatter de compter parmi ses aïeux les plus illustres personnages de l'histoire de Rome : il pouvait ainsi revendiquer parmi ses ascendants, entre autres, Fabius Cunctator qui tint en échec Hannibal, et Quintus Fabius Maximus Allobrogicus qui obtint le droit de dresser le premier arc de triomphe dans Rome, mais aussi les Scipions et les Paul-Emile. Il a un frère cadet, Africanus Fabius Maximus, et une sœur, Fabia Paullina. Leur père mourut le 31 décembre -45.

## Carrière
Le premier écrit connu de Paullus date de son poste de questeur sous Auguste, lorsqu'il voyageait à travers les provinces de l'est de -22 à -19. L'année de son mariage, en -11, il reçoit d'Auguste son consulat. Ensuite il est proconsul de Chypre, dont les habitants élèvent un monument en l'honneur de Marcia, son épouse ; puis il est proconsul de la province d'Asie entre 10 av. J.-C. et 3 av. J.-C. ; durant ce mandat il fait frapper des pièces à son effigie. Sa dernière trace écrite connue le montre comme légat de Tarraconaise en -2.
Paullus était aussi un des Frères Arvales.

## Mariage et enfants
L'éclat de l'illustre gens romaine à laquelle appartenait Fabius Maximus fut encore renforcé par son mariage. En effet, en 11 av. J.-C., Fabius Maximus épouse une femme issue de l'aristocratie romaine, Marcia. Cette dernière est la fille de Lucius Marcius Philippus, fils de Lucius Marcus Philippus, et d'Atia, sœur d'Atia Balba Caesonia, et, par conséquent, tante maternelle d'Auguste. Elle est descendante en ligne directe de Jules César. Ce mariage le fit donc entrer dans la famille d'Auguste, et il pouvait désormais se dire cousin germain par alliance de l'empereur. Ces noces furent célébrées en un épithalame aujourd'hui perdu, composé par le poète Ovide, qui fut de ses amis. 
Mais bien qu'entré dans la famille d'Auguste, Fabius Maximus apparaît comme un opposant timide à l'empereur, devant l'orientation politique du règne finissant : il est favorable à Agrippa Posthumus et à Germanicus ; et Quintilien cite un mot d'esprit de Fabius Maximus, se moquant de la mesquinerie des congiaires d'Auguste qu'il qualifiait plaisamment d’héminaires, par allusion aux deux mesures antiques du conge (3 litres 25) et de l’hemina (27 centilitres).
Paullus a eu au moins un enfant de Marcia, un fils nommé Paullus Fabius Persicus (qui sera consul en 34), qui est probablement né en -2 ou -1. Fabia Numantina pourrait avoir été la fille de Paullus, mais il est aussi possible qu'elle ait été la fille de son frère, Africanus Fabius Maximus.

## Mécénat
Paullus est cité par le poète Juvénal comme ayant été un généreux protecteur de la poésie. Il est aussi mentionné et indiqué comme tel dans une des odes d'Horace, qui écrivit par ailleurs à Paullus lorsqu'il était en exil.

## Un nouveau calendrier dans la province d'Asie
Autour de -9, le conseil provincial de la province d'Asie décida qu'il fallait essayer de trouver une façon unique d'honorer Auguste. Pour cela, il crée un concours pour trouver ce moyen, dont le gagnant recevrait une couronne de la part de la province. Ce fut Paullus lui-même, le proconsul d'Asie, qui imagina la proposition gagnante : un nouveau calendrier pour la province d'Asie, dans lequel l'année commencerait le 23 septembre, jour de l'anniversaire d'Auguste.

## Vie et mort
Paullus mourut pendant l'été 14.
Tacite raconte qu'avant sa mort, Paullus avait accompagné Auguste sur l'île de Planasia pour rendre visite au dernier petit-fils de celui-ci, Agrippa Postumus, parce que le grand-père et le petit-fils étaient réconciliés. Paullus en aurait ensuite parlé à sa femme Marcia, qui en aurait informé la femme d'Auguste, Livie. Il est aussi raconté que cette trahison aurait irrité Auguste, et que la mort de Paullus serait une conséquence directe ou indirecte de cette colère.
Cependant, des doutes ont été émis sur la véracité de ce témoignage. Le fils de Paullus, Paullus Fabius Persicus, lui succéda chez les Frères Arvales.